# Ashtabula cuprea
Ashtabula cuprea är en spindelart som beskrevs av Cândido Firmino de Mello-Leitão 1946. 
Ashtabula cuprea ingår i släktet Ashtabula och familjen hoppspindlar. Inga underarter finns listade.